# Leyla Rincón Trujillo
Leyla Rincón Trujillo, née le 25 août 1954 à Pitalito, est une biologiste, professeur d'université et femme politique colombienne, représentante depuis le 20 juillet 2022.
Militante écologiste et dirigeante socio-environnementale, elle s'implique contre des projets urbains et mégaprojets hydroélectriques. Elle est élue conseillère de Neiva entre 2016 et 2021 avec le Pôle démocratique alternatif, avant d'être élue représentante.

## Biographie

### Études et parcours universitaire
Leyla Rincón Trujillo est née le 25 août 1954 à Pitalito, dans le département de Huila. Elle est diplômée de l'école normale supérieure de Pitalito, elle poursuit ses études à l'université et sort diplômée en biologie et chimie de l'Université libre (es).
Elle se spécialise ensuite dans l'étude de l'environnement. Elle est diplômée et spécialiste en droit de l'environnement de l'Université du Rosaire. Elle est ensuite diplômée en enseignement de la biologie, grâce à un partenariat universitaire entre l'Université du Sud de la Colombie (es) et l'Université de Tolima (es).
Elle est diplômée en éducation environnementale à l'Université El Bosque (es). Elle devient ensuite professeur d'université à l'Université du Sud de la Colombie (es),.

### Parcours politique

#### Engagement écologiste et ralliement au PDA
Militante écologiste, elle défend la préservation du territoire de Huila, de ses zones humides et des lagunes, menacé par de nombreux projets urbains. 
Elle s'implique également pour la préservation du cycle de l'eau, elle s'oppose à la création du mégaprojet hydraulique du Barrage El Quimbo et aux activités hydroélectriques et minières, notamment l'extractivisme dans le bassin de la rivière Río Las Ceibas, principale source d'eau potable de Neiva.
En raison de cet engagement, elle acquiert une notoriété et se lance en politique à l'échelle locale. Elle rejoint le Pôle démocratique alternatif et devient candidate aux élections régionales de 2015 au conseil municipal de Neiva.

#### Conseillère municipale de Neiva et représentante de Colombie
À l'issue de l'élection, elle est élue conseillère municipale avec 2 000 voix et le soutien du Pôle démocratique alternatif. Lors de son mandat, elle se fait connaître pour son opposition et son contrôle politique envers le maire Rodrigo Lara Sánchez (es).
En 2018, pour l'élection présidentielle, elle contribue et soutient la candidature de Gustavo Petro lors du second tour de l'élection.
Lors des élections régionales d'octobre 2019, elle est réélue conseillère municipale. En 2021, elle est reconnue comme la « meilleure conseillère du département » pour sa cohérence idéologique et ses actions concrètes entre 2019 et 2020,.
En novembre 2021, elle démissionne de son mandat de conseillère municipale de Neiva et devient tête de liste ouverte du Pacte historique à la Chambre des représentants,. À l'issue des élections législatives de 2022, elle est élue représentante avec 34 575 voix.